# Re-Traced
Re-Traced is een extended play van de fusionband Cynic. De extended play is uitgekomen onder het label Season of Mist op 17 mei 2010.
Tijdens de tour in 2010 samen met Between the Buried and Me, Scale the Summit en Devin Townsend Project, werkte de band aan een "experiment".
De band kondigde de nieuwe EP aan op hun Myspace blog. Tymon Kruidenier gaf wat uitleg over de nieuwe EP:
""De extended play bestaat uit 4 re-interpretaties van nummers uit Traced In Air, waarvan één nummer: "Wheels Within Wheels" volledig nieuw is.
Na de release van Traced In Air, voelden we dat de nummers nog vers waren, en we er nog veel mee konden doen.
Door deze EP te maken, tonen we een nieuwe kant van Cynic. Waar vroeger nooit plaats was voor nieuwe invloeden, is nu plaats voor in de nieuwe EP.""
De artwork werd gemaakt door Robert E. Venosa, de artiest die ook voor alle vorige artwork van Cynic verantwoordelijk is.
De 4 re-interpretaties zijn vooral een stuk zachter dan de originele nummers. De gitaarpartijen werden opgenomen door Paul Masvidal en Tymon Kruidenier.
De baspartij werd gemaakt en opgenomen door Robin Zielhorst, wat de eerste keer is in de Cynic geschiedenis,
want alle vorige albums werden telkens door Sean Malone gemaakt en opgenomen.

## Nummers
1. "Space" [re-interpretatie van "The Space for This"] – 5:14
2. "Evolutionary" [re-interpretatie van "Evolutionary Sleeper"] – 4:25
3. "King" – [re-interpretatie van "King of Those Who Know"] 4:54
4. "Integral" [re-interpretatie van "Integral Birth"] – 3:51
5. "Wheels Within Wheels" – 4:44

## Line-up
- Paul Masvidal – zang, gitaar, gitaar synth
- Tymon Kruidenier – gitaar, gitaar synth
- Sean Reinert – drums, percussie, keyboards
- Robin Zielhorst – bas